# Swoop
Pour le véhicule de Star Wars, voir Liste des véhicules de Star Wars.
Bas prix tout le temps!
Swoop était une compagnie aérienne à bas prix détenue par WestJet. Elle a été officiellement annoncée le 26 septembre 2017, et a débuté ses opérations le 20 juin 2018 avec un vol entre Hamilton en Ontario et Abbotsford en Colombie-Britannique. La compagnie aérienne était basée à Calgary, en Alberta, et a été nommé d'après le désir de "fondre" dans le marché canadien avec un nouveau modèle d'affaires. Fin 2023, ses activités sont reprises par la société mère et elle cesse d'exister comme entité autonome.

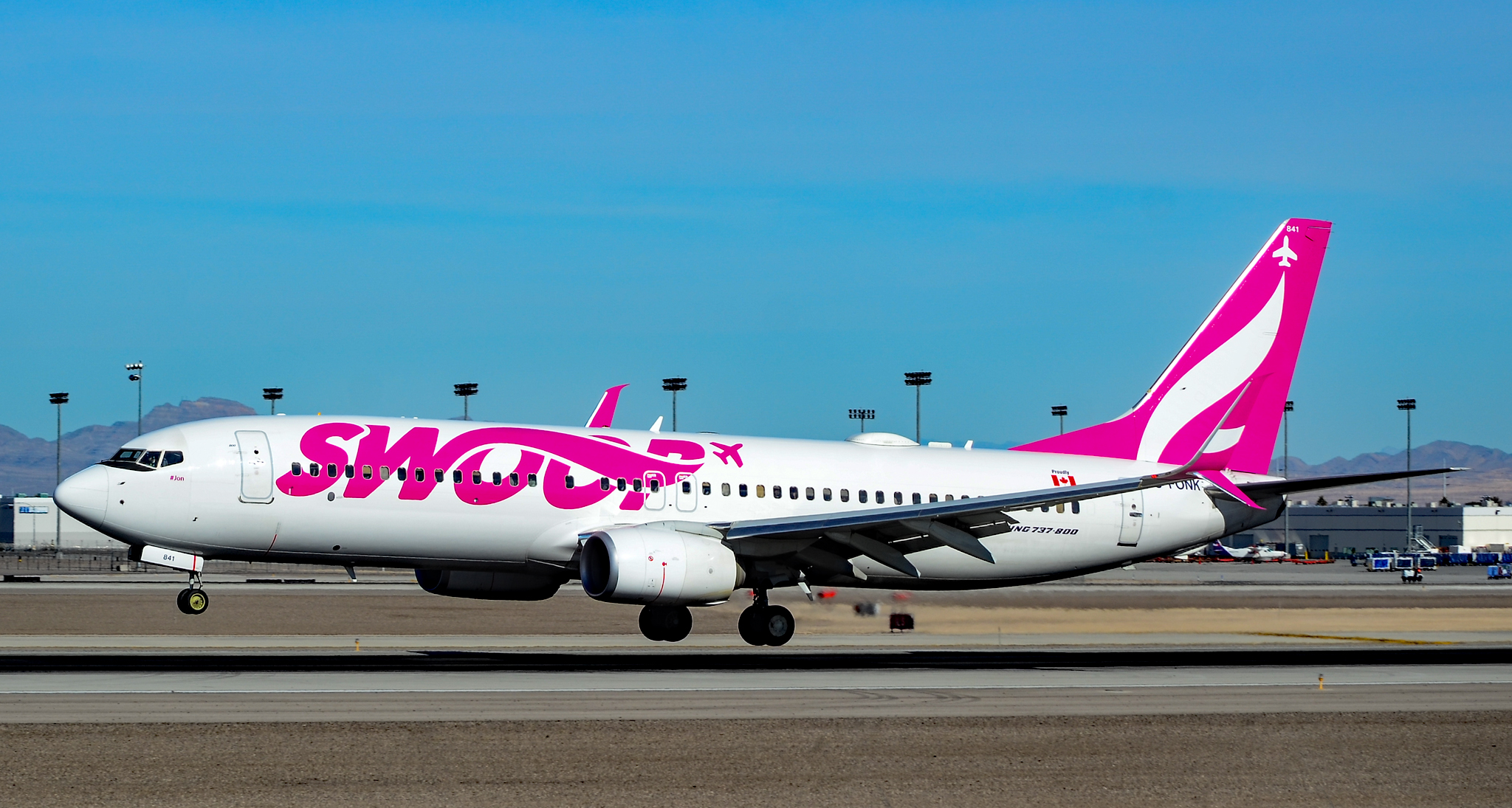
Boeing 737-8CT (C-FONK) de Swoop

## Flotte
Swoop a comme plan d'exploiter une flotte de six avions Boeing 737-800 en 2018, puis jusqu'à 10 avions d'ici au printemps 2019, Swoop possède le 6 mars 2020, 9 avions.ils ont ajouté à leur flotte en 2022 le Max 8.